# Valter Skarsgård
Valter Skarsgård (Stoccolma, 25 ottobre 1995) è un attore svedese. Figlio dell'attore Stellan Skarsgård e fratello degli attori Alexander, Gustaf e Bill Skarsgård, ha recitato da protagonista nei film IRL, Don't Click e Funhouse.

## Biografia
Esordisce nel mondo del cinema fin da bambino, apparendo in un ruolo minore nel film Detalier. Interpreta successivamente il ruolo di Jon nel film Arn - L'ultimo cavaliere e relativo sequel, per poi ottenere il suo primo ruolo da protagonista nel film del 2013 IRL. Entra successivamente nel cast fisso della serie televisiva di genere thriller Svartsjön, per poi ottenere altri ruoli ricorrenti in prodotti televisivi svedesi. Nel 2018 interpreta il ruolo del musicista Bård Faust nel thriller biografico Lords of Chaos. Tra 2019 e 2020 ottiene altri ruoli da protagonista nei film horror Don't Click e Funhouse, per poi dedicarsi prevalentemente a ruoli ricorrenti in serie televisive.

## Vita privata
Figlio dell'attore Stellan Skarsgård e della sua prima moglie My Guenter, Skarsgård ha quattro fratelli e una sorella: Alexander (1976), Gustaf (1980), Sam (1982), Bill (1990), Eija (1992). Tre dei suoi fratelli sono noti attori, mentre sua sorella è un'ex modella. Ha inoltre due fratellastri, entrambi figli di seconde nozze del padre: Ossian (2009) e Kolbjörn (2012).

## Filmografia

### Cinema
- Detalier, regia di Kristian Petri (2003)
- Arn - L'ultimo cavaliere, regia di Peter Flinth (2008)
- Arn - Riket slut vid vägens, regia di Peter Flinth (2008)
- IRL, regia di Erik Leijonborg (2013)
- Siv sover vilse, regia di Catti Edfeldt e Lena Hanno (2016)
- Lords of Chaos, regia di Jonas Åkerlund (2018)
- Innan vintern kommer, regia di Stefan Jarl (2018)
- Funhouse, regia di Jason William Lee (2019)
- Don't Click, regia di G-Hey Kim (2020)

### Televisione
- Arn – miniserie TV, 2 episodi (2010)
- Portkod 1321 – serie TV, 6 episodi (2012)
- Die Frauen der Wikinger - Odins Töchter, regia di Yoav Parish e Judith Voelker – film TV (2014)
- Svartsjön – serie TV, 12 episodi (2012-2014)
- Småstaden – serie TV, 1 episodio (2017)
- Omicidi a Sandhamn – serie TV, 2 episodi (2020)
- Katla – serie TV, 5 episodi (2021)
- La stanza delle tenebre – serie TV, 8 episodi (2021)
- Beck – serie TV, 6 episodi (2021-2023)
- The Playlist – serie TV, 3 episodi (2022)
- Julestorm - La tempesta di Natale – serie TV, 6 episodi (2022)